# Aglais io
La mariposa pavo real (Aglais io, antiguamente Inachis io) es una especie  de lepidóptero ditrisio  de la familia Nymphalidae. Pertenece al género Aglais y a veces se le incluye dentro de Nymphalis.

## Descripción
Es una mariposa muy vistosa, difícil de confundir en su estado de imago. En su parte superior es de un color rojo fuerte con ocelos negro-azulados en cada ala. Los ocelos sirven para despistar a los depredadores. Por debajo es de un marrón casi negro.
El adulto hiberna oculto en edificios y árboles. Pone sus huevos al comienzo de la primavera, pudiendo poner más de 500 huevos. Las orugas rompen el huevo una semana después.
Las orugas varían bastante según van creciendo.
Al comienzo no sobrepasan los 3 mm, son de un color blanco-verdoso (excepto la cabeza que es negra) y son desproporcionadamente cabezonas. Después se van oscureciendo, así como sus dimensiones se proporcionan, llegando a los 4 cm de largo. Presentan puntos blancos en cada segmento. Les crecen por todo el dorso peludas espinas negras, aunque no es una especie urticante.
La oruga se alimenta sobre todo de ortigas.

## Distribución y hábitat
Especie presente en la Europa y Asia templada.
Habita zonas muy diversas: bosques, pastos, prados, jardines; y se la encuentra desde el nivel del mar hasta los 2.500 metros de altura.

## Galería

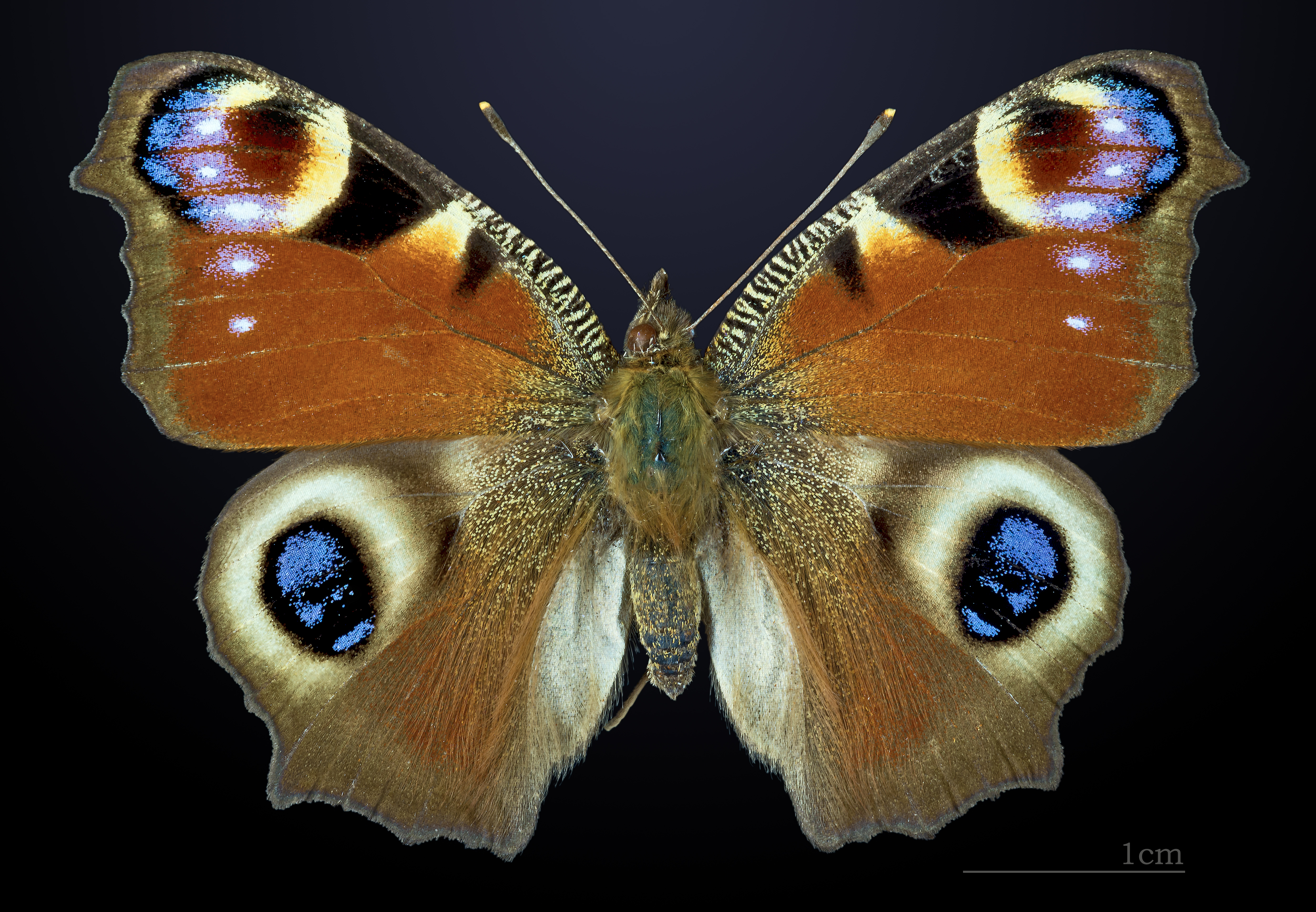
Aglais io
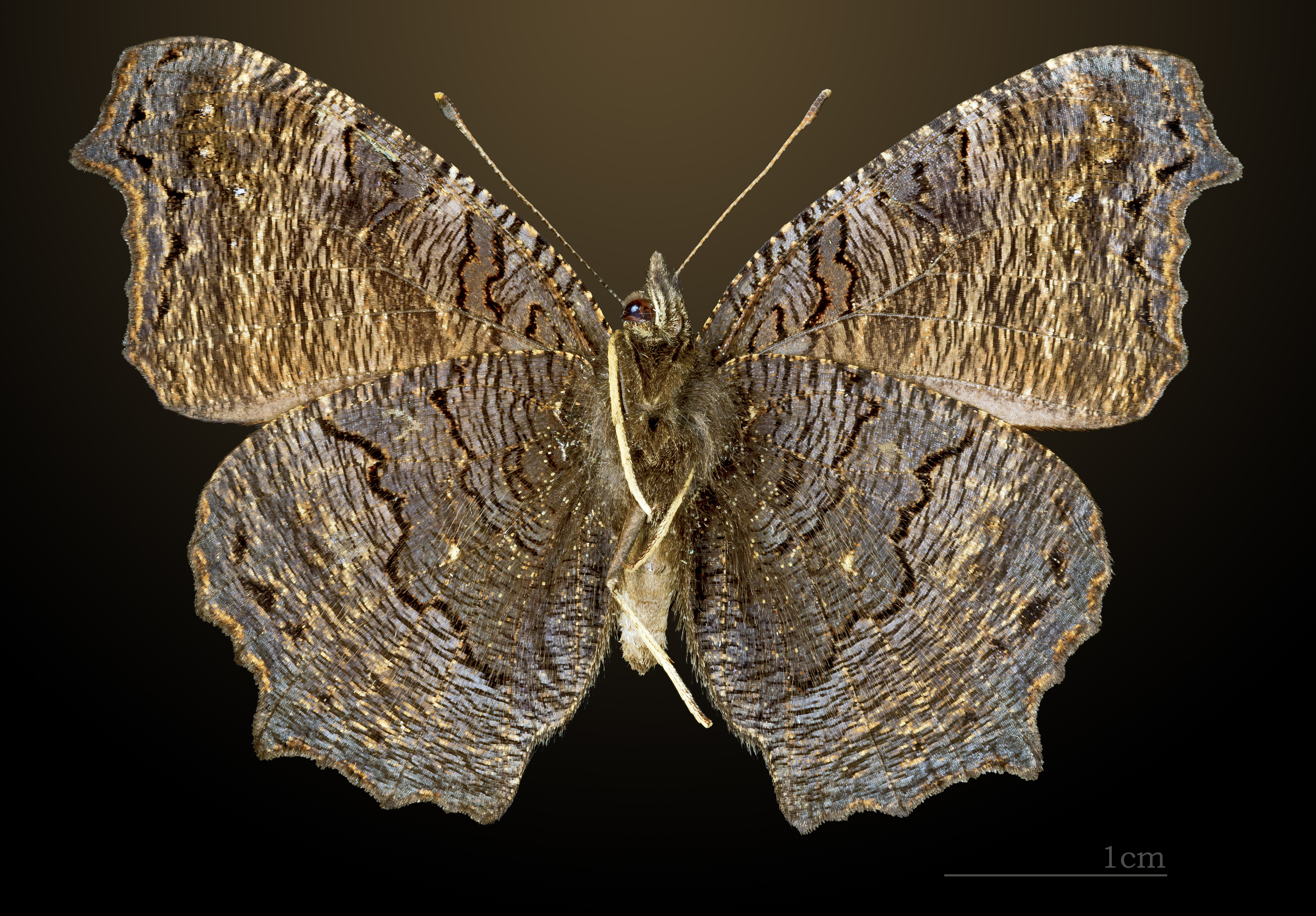
△ Aglais io
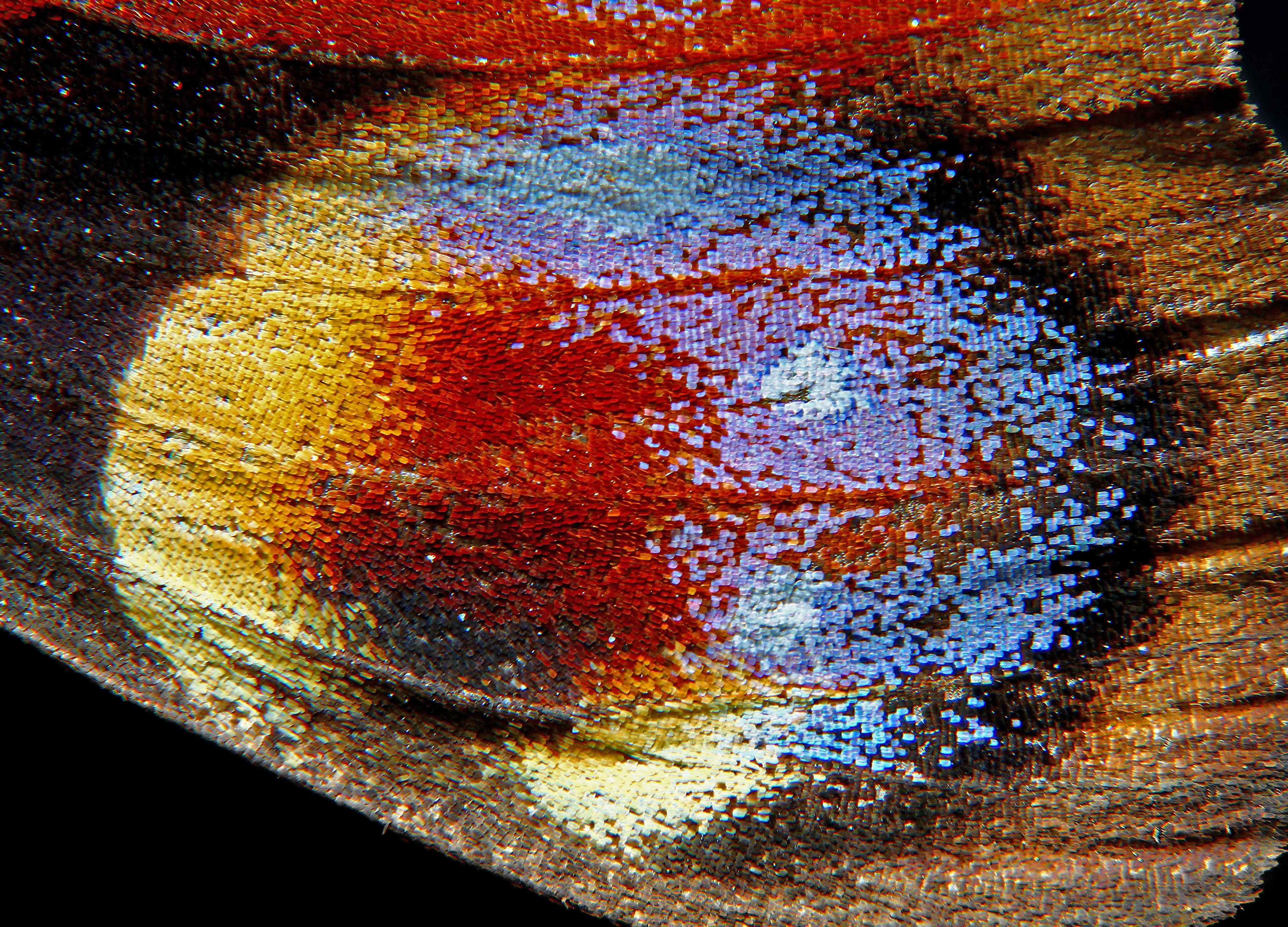
Detalle de un ocelo
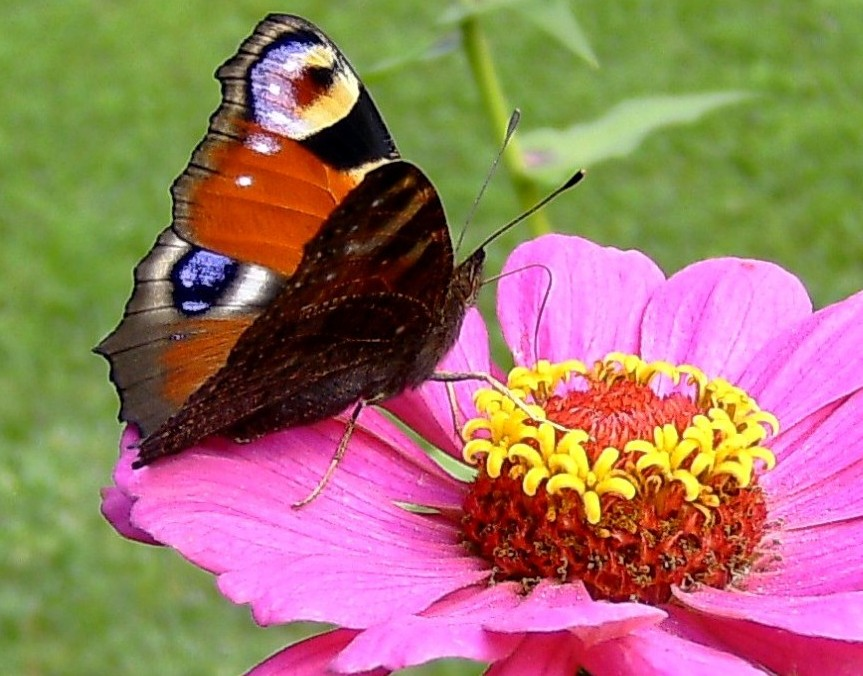
Aglais io en Zinnia
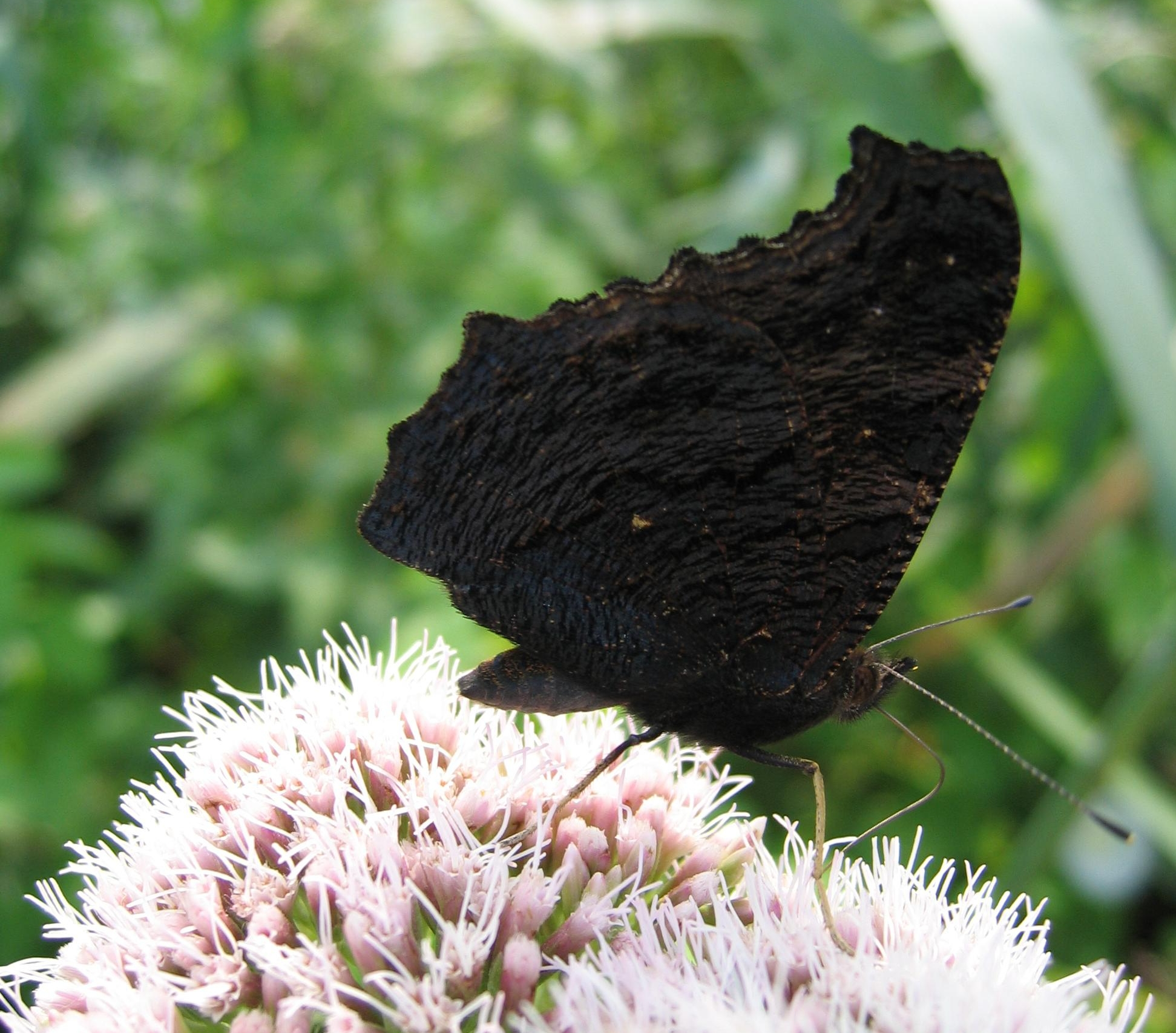
Cara inferior de las alas.
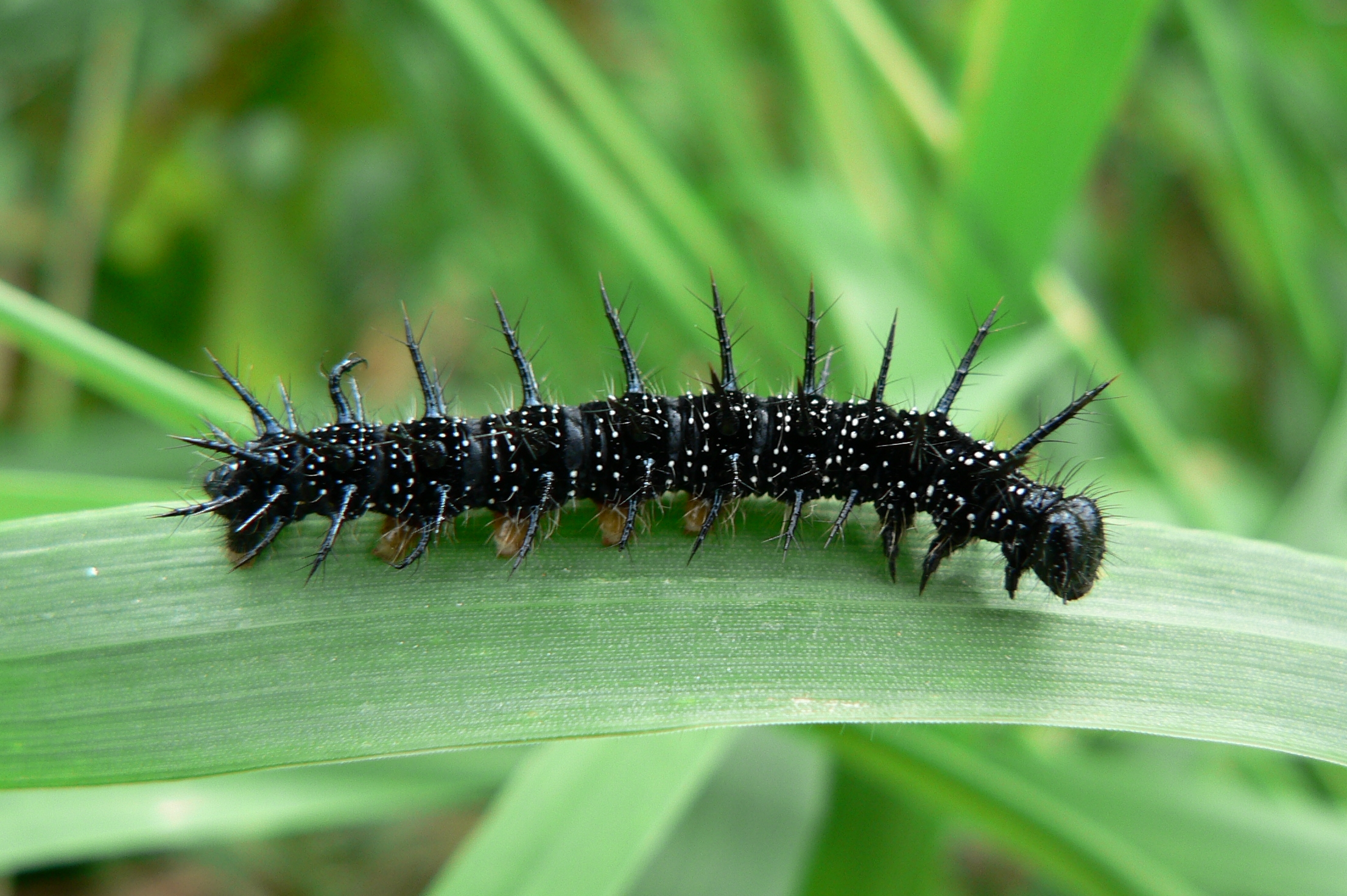
Oruga de Aglais io
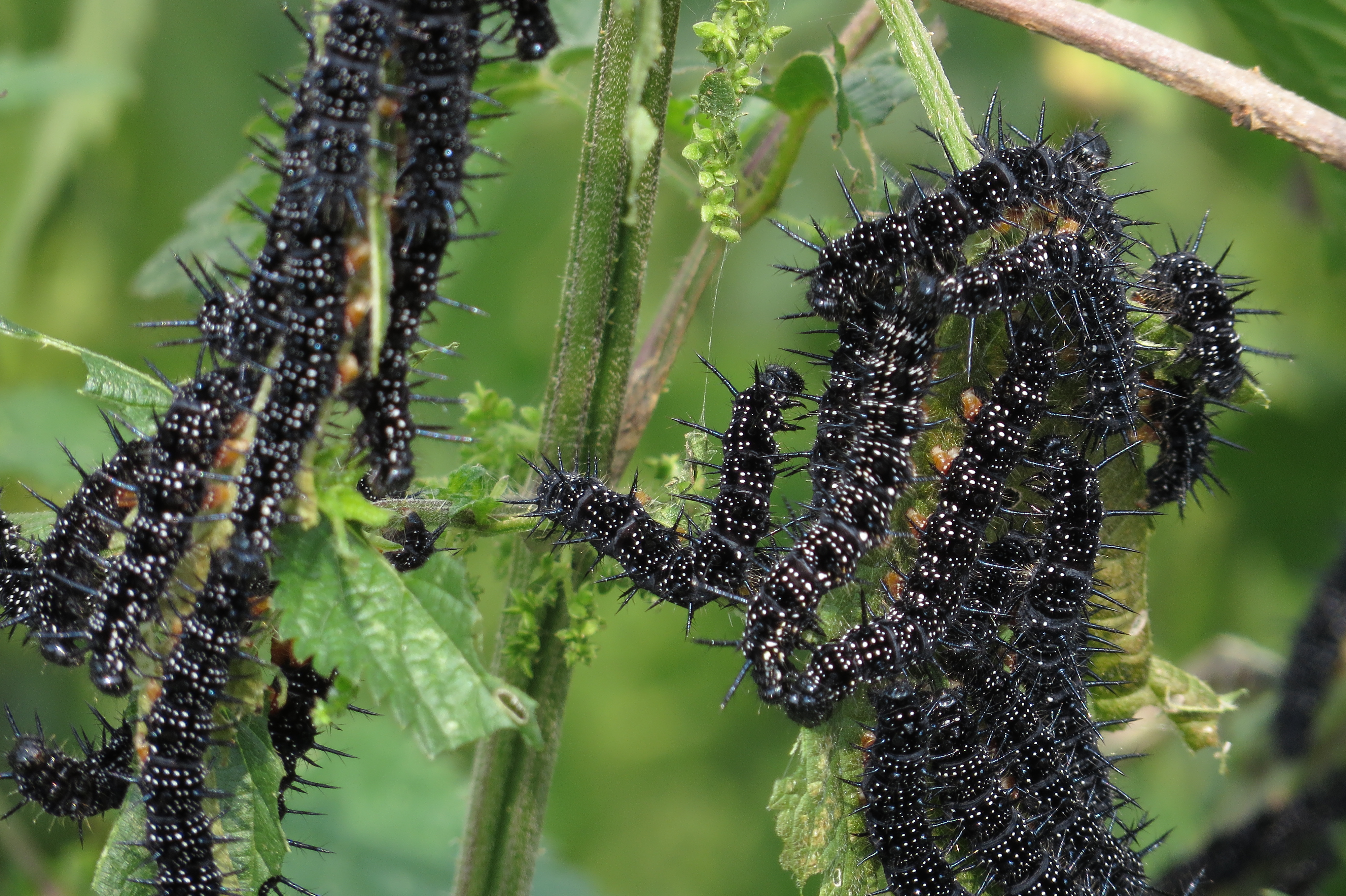
Orugas
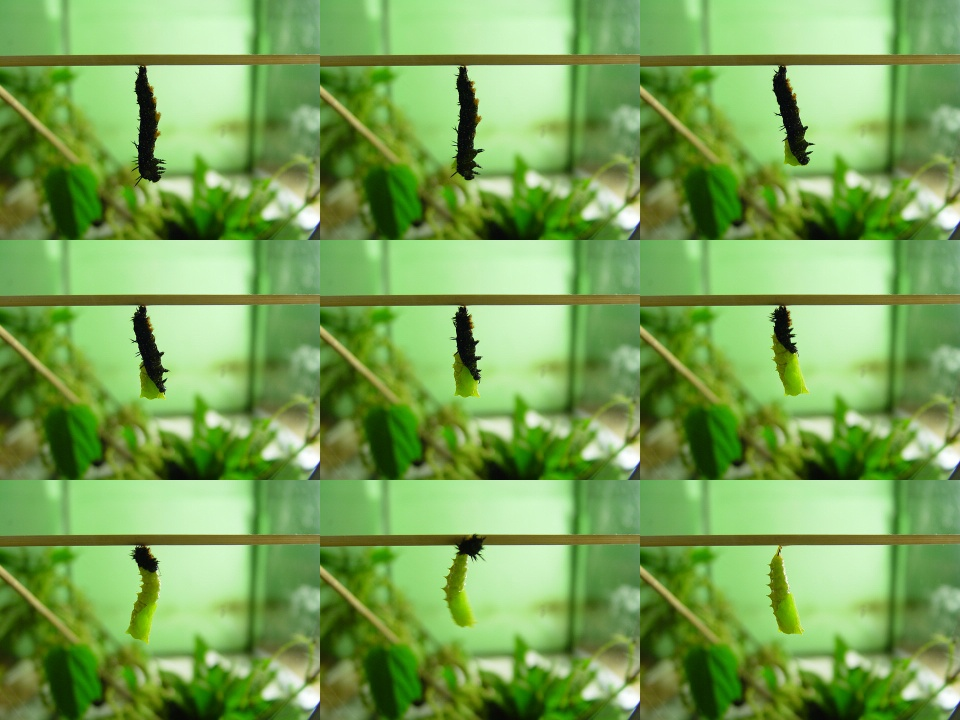
Pupa de Aglais io

- Datos: Q158699
- Multimedia: Aglais io / Q158699
- Especies: Aglais io